# Johann Gottlieb Fichte
Johann Gottlieb Fichte (AFI: ˈjoːhan ˈɡɔtliːp ˈfɪçtə) (Rammenau, 19 de maig de 1762 - Berlín, 27 de gener de 1814) fou un filòsof alemany de gran importància en la història del pensament occidental. Com a continuador de la filosofia crítica de Kant i precursor tant de Schelling com de la filosofia de l'esperit d'Hegel, és considerat un dels pares de l'anomenat idealisme alemany. És el creador de la tríade dialèctica en la seva terminologia tesi-antítesi-síntesi, que sol atribuir-se a Hegel, malgrat que aquest va utilitzar la denominació abstracte-negatiu-concret.

## Biografia
Nascut en una família molt humil, durant la seva infància va haver de treballar cuidant oques per ajudar a la seva família. Gràcies al suport del baró Von Miltitz, Fichte va començar a estudiar. El baró, després de veure-li imitar al pastor de la parròquia i sentir-li repetir de memòria un sermó al qual no havia pogut assistir, es va decidir a ajudar-lo.
Després d'acabar els seus estudis en l'institut de secundària Schulpforta de Naumburg, es va inscriure en la Facultat de Teologia de Jena el 1780, per després traslladar-se a Leipzig. Durant aquells anys, l'ajuda del baró va disminuir gradualment i, per alleujar la falta de mitjans, Fichte es va posar a treballar de preceptor, abandonant els seus estudis de Teologia. Es va traslladar a Zúric, on va conèixer Johanna Rahn, amb la qual finalment es casaria d'amagat l'octubre de 1793. A Zúric, Fichte també es va afiliar a la lògia maçònica Modedtia cum Libertate, que solia freqüentar Johann Wolfgang von Goethe.
El 1791 va viatjar a Königsberg per conèixer Immanuel Kant. Tot i que inicialment a Kant no li va agradar la seva visita inesperada, quan Fichte li va ensenyar un escrit seu, l'Assaig d'una crítica de tota revelació, li va agradar tant que Kant va demanar personalment al seu editor que el publiqués, la qual cosa es va fer anònimament el 1792. El cercle acadèmic va pensar que el llibre havia estat escrit pel mateix Kant, però aquest va aclarir la confusió i va lloar públicament l'obra. Llavors la reputació de Fichte va créixer significativament entre la comunitat de filòsofs. A conseqüència d'aquest ascens de la seva fama, va ser cridat a la Universitat de Jena per a ocupar una càtedra de Filosofia que havia quedat vacant. Allà, entre 1794 i 1795 va dictar una sèrie de polèmiques lliçons que serien publicades com Algunes lliçons sobre el destí del savi, en les quals s'exposen els temes fonamentals de la seva reflexió filosòfica.
El 1799 una aspra polèmica sobre l'ateisme, sostinguda amb un deixeble, el va obligar a dimitir, traslladant-se el 1800 a Berlín on, com no hi havia universitat, va haver de treballar donant classes privades per mantenir-se.
El 1806, al Berlín ocupat per Napoleó, Fichte va escriure els Discursos a la nació alemanya, publicats el 1808, que es va convertir en l'origen del nacionalisme alemany.
Quan el 1810 es va crear la Universitat de Berlín, va ser nomenat professor ordinari de Filosofia, sent posteriorment triat rector el 1811. En començar la Sisena Coalició el 1813, Fichte va deixar les seves lliçons per a enrolar-se en la milícia.
Va morir el gener de 1814, amb 51 anys, a causa del tifus que li havia contagiat la seva dona, la qual havia contret al seu torn la malaltia mentre treballava d'infermera voluntària cuidant soldats en un hospital militar.
El seu fill Immanuel Hermann Fichte també es va dedicar a la filosofia.

## Pensament
Defensor de l'educació nacionalista, veu en Johann Heinrich Pestalozzi la plasmació del seu ideal. Creia que per mitjà de l'educació el poble alemany podria realitzar la seva missió històrica.
Estudià críticament l'obra d'Immanuel Kant, a partir de la qual intentava harmonitzar sobre bases científiques el coneixement teòric amb l'activitat moral, social i religiosa. Fichte afirma que tot intent filosòfic d'entendre el problema del coneixement a partir de l'experiència sensible es troba amb una realitat incognoscible. Per això Fichte tractarà de trobar un primer principi que pugui justificar tot el saber. Aquest principi no pot sorgir de l'experiència, i malgrat tot, ha de justificar-la. L'única realitat no és el jo empíric, sinó un Jo Absolut il·limitat. És la consciència universal que resumeix en si la totalitat de l'ésser i del que es dedueix tota realitat i experiència. La Dialèctica és el mètode a través del qual es desenvolupa el Jo Universal:
- La Intuïció. El Jo es reconeix a si mateix (Tesi).
- El Jo es reconeix contraposat a tot allò sobre què no actua (Antítesi).
- Explica la delimitació del Jo i no jo (Síntesi).

Fichte, però, no acceptava l'argument kantià sobre l'existència del Noümen o la cosa en si, una realitat suprasensible més enllà de les categories de la raó humana. Veia la rigorosa i sistemàtica separació entre les coses en si i les coses tal com se'ns representen (fenomen) com una invitació a l'escepticisme.
En comptes d'acceptar aquest escepticisme, Fichte va suggerir radicalment que s'havia d'abandonar la noció de món noumenal (i la cosa en si) i, en el seu lloc, acceptar que la consciència no té el seu fonament en l'anomenat «món real», representat imaginàriament com «fora» de la consciència cognitiva. De fet, Fichte és famós per la seva original argumentació que la consciència no necessita més fonament que ella mateixa: d'aquesta forma, el coneixement no sorgeix del fenomen, sinó del subjecte, quan dota de sentit al mateix procés cognitiu. És així que es crea l'idealisme: la realitat, en termes epistemològics, és un producte del subjecte pensant; en contraposició al realisme ingenu i a l'empirisme, el qual afirma que els objectes a conèixer existeixen amb independència del subjecte que els percep.
Aquesta noció finalment es va convertir en la característica definitòria de l'idealisme alemany i en la clau essencial per a la comprensió de la filosofia de Georg Wilhelm Friedrich Hegel. Encara que en alguna mesura trenca amb el criticisme kantià, Fichte és al mateix temps l'enllaç entre Kant —el seu mestre— i el gir cap al subjecte que caracteritzarà tot l'idealisme alemany. En aquest sentit, i malgrat les opinions escrites del mateix Kant, Fichte es veia a si mateix com a continuador conseqüent de l'obra de Kant. Segons afirma a Fonament de tota doctrina de la ciència, com a manuscrit pels seus oients, es tracta en última instància de prosseguir les conseqüències epistemològiques i ontològiques contingudes en la postulació del subjecte kantià. Les categories en Kant no tenen gènesis, venen donades, mentre que en Fichte les categories sí que tenen gènesis, perquè són autopoèsiques: es construeixen en la interacció universal i necessària entre el «jo» i el «no-jo», i la seva síntesi.
En el seu treball Fonament del dret natural segons principis de la doctrina de la ciència, Fichte estableix que l'autoconsciència és un fenomen social. És a dir: afirma que, malgrat que la seva existència depèn dels objectes del món extern, la mera percepció d'aquests objectes externs depèn de l'autoconsciència. La solució d'aquesta paradoxa, per a Fichte, és que un ésser racional adquireix la seva consciència plenament quan és «evocat» com a conscient per un altre ser racional anés fora mateix. A causa d'aquesta necessitat de relació amb altres éssers racionals per a la consecució de la consciència, afirma que ha d'haver-hi una «relació de dret» en la qual hi hagi un mutu reconeixement de racionalitat per totes dues parts.
Fichte va estar sempre vinculat als valors de la Revolució francesa i a la defensa de la seva pàtria dividida enfront de la invasió de Napoleó i a la poliarquia premoderna que la governava en desunió i sense Constitució. En economia, desconfiava del lliurecanvisme i les seves conseqüències, i va advocar pel que va denominar «Estat comercial tancat»: un esquema econòmic regulat i solidari, amb elements de proteccionisme enfront de la irracionalitat del mercat.
Rector de la Universitat de Berlín, freqüentà els cercles romàntics i prengué part activa en la resistència a Napoleó Bonaparte. Al final de la seva vida se'l va acusar d'ateisme i se'l va expulsar de la Universitat.

## El «socialisme ètic»
A les seves Contribucions destinades a rectificar el judici del públic sobre la Revolució francesa, obra publicada el 1793, poc després d'haver-se produït la caiguda de la Monarquia a França, Fichte reflexiona sobre la nova concepció de la propietat que havia portat la revolució —ara fruit del legítim treball i no del privilegi, esfera d'activitat i no apropiació de coses— i afirma que cada home que treballa té el dret d'una alimentació suportable pel cos humà i en quantitat suficient per recobrar les forces, una vestimenta adequada, i una estada sòlida i sana». Per a Jacques Droz, aquest és «el punt de partida del socialisme fichteà», els axiomes del qual enuncia a Fonament del dret natural segons els principis de la doctrina de la ciència (1796) i que portaria a la pràctica a L'Estat comercial tancat (1800). Segons Fichte, l'Estat és el que ha de garantir que cada persona rebi un mínim de béns que li permeti viure «de la seva feina, (…) tan lliure i còmodament com la naturalesa ho permeti».
| « | L'home ha de treballar, no com una bèstia de càrrega que s'adorm sota el seu pes i que, després de reposar insuficientment la seva esgotada força, és despertat de nou per portar el mateix pes. Ha de treballar sense la por, amb gust i amb alegria, conservant temps lliure per aixecar el seu esperit i la seva mirada cap al cel, per a la contemplació del qual està fet. | » |

Per assolir aquest objectiu, l'Estat racional (Vernunftstaat) ha de reglamentar tota l'activitat econòmica en el marc d'un «Estat comercial tancat» (una forma d'autarquia), que mantingui les relacions comercials menors possibles amb l'exterior. Això no obstant, perquè el sistema funcioni, els ciutadans han de ser conscients dels seus deures i del seu compromís amb la col·lectivitat; per això la importància que concedeix a «l'educació nacional». L'educació nacional, en què la propietat havia d'estar enormement limitada per la intervenció pública i havia de desaparèixer la gran propietat de les terres, i en què, finalment, cadascú tingués assegurat el dret a l'existència material i que a tots els ciutadans se'ls imposessin obligacions restrictives de la llibertat econòmica (especialment de la comercial), per crear a linterior del propi Estat una mena de comunitat harmònica, gairebé enterament tancada respecte a l'exterior.
L'objectiu del sistema, com ha assenyalat Jacques Droz, no és «una igualació artificiosa de les condicions; no té en perspectiva un repartiment mecànic dels béns, deixa a la feina individual la cura de fer créixer la propietat que ha estat originàriament concedida». El socialisme de Fichte és, per tant, «un socialisme ètic, i la seva finalitat última és la realització de la destinació superior dels individus».
| «                                  | Els principals resultats de la teoria exposada són aquests: que, en un Estat governat segons el dret, les tres classes principals de la nació estan calculades entre si, i cadascuna limitada a cert nombre d'individus; que a cada ciutadà se li assegura la seva part proporcional de tot producte i fabricació del país a canvi de la feina que se li ha assignat, sense cap altre equivalent, com es practica als empleats públics; que a aquest efecte es fixa i manté el valor de les coses en si, i el seu preu respecte als diners; per acabar, perquè això sigui realitzable, s'ha de fer impossible tot comerç dels ciutadans amb els forasters. | » |
| — L' Estat comercial tancat (1800) | |   |